# Іцхак Кац
Іцхак Кац (нар. 19 травня 1901, Миколаїв — 1991, Ізраїль) — ізраїльський державний службовець та мистецтвознавець, який працював у всіх сферах ізраїльського мистецтва та культури.

## Біографія
Іцхак Кац народився 19 травня 1901 року в Миколаєві на південному заході Російської імперії (сьогодні Україна) в релігійній єврейській родині. Його батько, Авраам Кац, був ординарним рабином. Мати — Рейзел Косовська. У 1906 році Іцхак Кац переїхав до Александрії (Єгипетський хедиват) де його батько відкрив швейну крамницю та заснував Театральну асоціацію ідиш. У 1912 році сім'я переїхала до Каїру, але Іцхак залишився в Александрії разом зі своєю одруженою сестрою. Навчався в середній школі, якою керував барон де Менаше Ілля Антебі (брат Альберта Антебі). Ще одним відомим учнем у школі був Аарон Розенфельд, який згодом став піонером судноплавства в Ізраїлі. Вечорами Кац вчився живопису.
Після закінчення університету він переїхав до Каїру і заробляв на життя написанням п'єс для Зеленого театру. Іцхак Кац планував вивчати літературу та історію мистецтва в Парижі, але в грудні 1919 року він зустрів Батшеву Шарлап з міста Реховот, дочку Єфрема Цві Шарлапа. Коли вона повернулася до Палестини навесні 1920 року, він пішов за нею. Кац оселився в Єрусалимі, де працював урядовим клерком. Через кілька місяців він одружився з Батшевою і почав працювати в туристичній агенції Palestine Express. У цей час він налагодив зв'язки з власником видавництва «Тарбут» Джошуа Чачиком та іншими місцевими інтелектуалами та художниками, серед яких був художник Реувен Рубін.
Наприкінці 1923 року він переїхав із дружиною, дочкою та невісткою до Тель-Авіва. Вони жили на вулиці Ахад Хаам, і будинок став місцем зустрічі богемії Тель-Авіва 1920-х та 1930-х років.
У 1924 році Кац залишив роботу в туристичній агенції. У квітні 1925 року він став секретарем Регіональної палати Яффи (згодом Тель-Авівської торгової палати), посаду, яку він обіймав до 1952 року. У 1928 році Меїр Дізенгофф призначив Каца почесним консулом Бельгії. На цій посаді він працював до 1936 року.

## Мистецтвознавство
Поряд із роботою в державному секторі Кац публікував огляди та мистецьку критику в журналах та івритських газетах. Ігаль Залмона описав Каца як «людину культури, яка вела першу війну за сучасне мистецтво» в Ізраїлі. У 1925 р. у публікації «Театр і мистецтво» Кац писав, що прагнув створити нове національне мистецтво, яке було б «антиподом мистецтву вигнання, яке базувалося на біблійній іконографії», але скоріше «знаходило б натхнення у сучасних Східній та Західній культурах».

## Архів
Коли Іцхак Кац помер у 1991 році, його архів був переданий до Інформаційного центру ізраїльського мистецтва в Ізраїльському музеї, Єрусалим. Архів включає фотографії, його твори та листування з художниками свого часу, включаючи Сіону Таггер, Ісраеля Палді, Ар'є Любіна, Авігдора Хамейрі та інших.